# كارل باور
كارل باور (بالألمانية: Karl Bauer)‏ هو رسام ألماني، ولد في 7 يوليو 1868 في شتوتغارت في ألمانيا، وتوفي في 6 مايو 1942 في ميونخ في ألمانيا.